# Sō Yoshishige
Sō Yoshishige (宗義調?; 1532 – 1588) è stato un daimyō giapponese appartenente al clan Sō.

## Biografia
Yoshishige era figlio di Sō Haruyasu; divenne capo del clan nel 1553 e governò l'isola di Tsushima nello stretto coreano. Strette accordi con la Corea per affrontare le scorribande dei pirati Wakō e per migliorare il commercio con la dinastia Joseon.
Si scontrò con il clan Matsuura e nel 1587 si sottomise a Toyotomi Hideyoshi. Morì mentre erano in corso negoziati con i Coreani, volti a garantire il passaggio per gli eserciti di Hideyoshi in un'invasione della Cina.
Fu succeduto dal figlio adottivo Sō Yoshitoshi.